# المصرف الدولي الإسلامي
المصرف الدولي الإسلامي (بالإنجليزية: International Islamic Bank) أحد المصارف الناشئة في العراق، يعمل وفق النظام المصرفي الإسلامي المعمول به في البلد والمقر من قبل البنك المركزي العراقي، ويحتكم لهيئة المحاسبة والمراجعة للمؤسسات المالية الإسلامية (AAOIFI) الكائنة في مملكة البحرين، حاليا يمتلك المصرف شبكة فروع تبلغ 5 أفرع منشرة في المحافظات العراقية.

## تأسيس المصرف
المصرف الدولي الإسلامي تأسس المصرف بتاريخ 19 سبتمبر 2016، شركةً مساهمةً خاصةً وسُجلت تحت شهادة التأسيس المرقمة 01-8117، وقد باشر نشاطه للأعمال المصرفية والمالية والتجارية وأعمال الاستثمار عام 2016 وفقًا لأحكام الشريعة الإسلامية، وذلك من خلال الفرع الرئيسي الكائن بمدينة بغداد وفروعه المنتشرة في المحافظات العراقية.[بحاجة لمصدر]

### فروع المصرف
يحتل مبنى الإدارة العامة للمصرف الدولي الإسلامي موقعا مهما في العاصمة العراقية بغداد، حيث يقع في منتصف شارع العرصات الهندية في منطقة الكرادة الشرقية والذي يعتبر من الشوارع التجارية المهمة في العاصمة، والذي يتضمن بدوره الفرع الرئيسي.[بحاجة لمصدر]

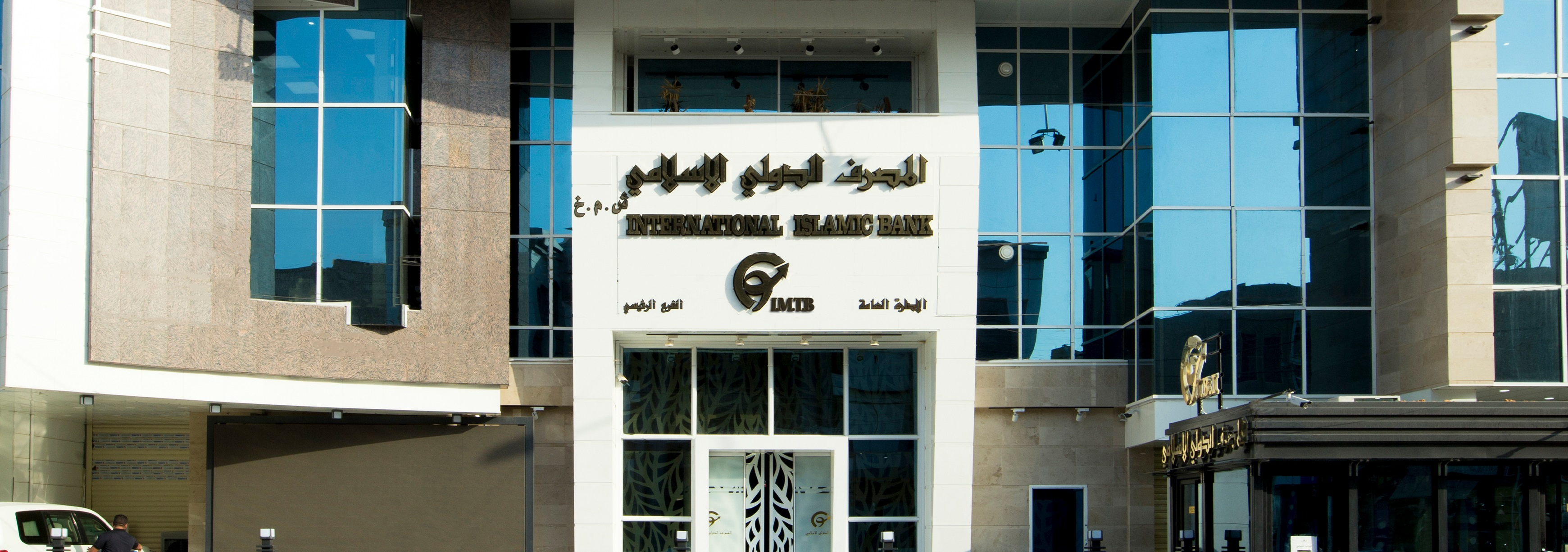
المصرف الدولي الاسلامي- الفرع الرئيسي

### فرع الصناعة
يقع مبنى فرع الصناعة في حي الوحدة شارع الصناعة مقابل الجامعة التكنولوجية.

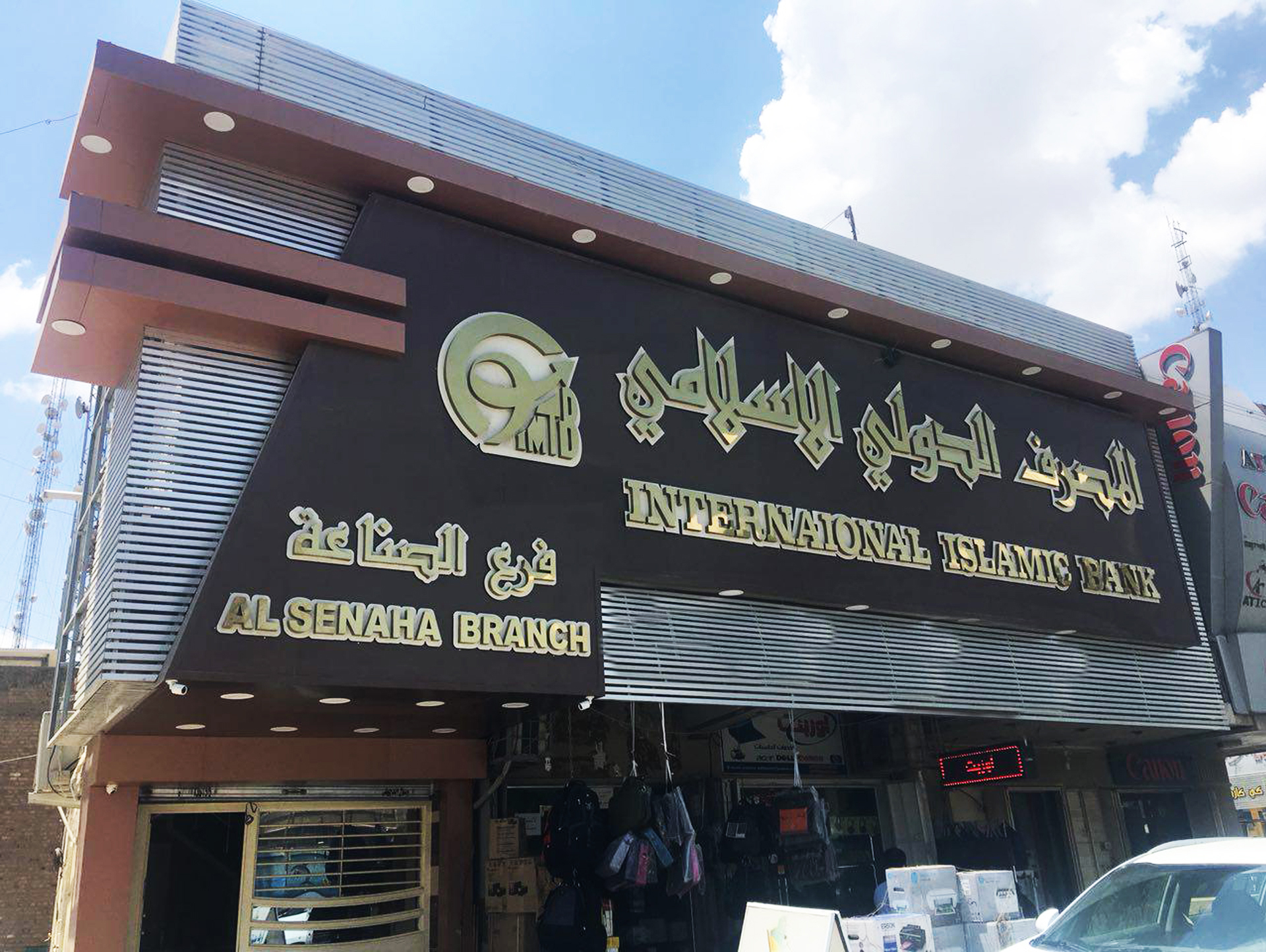
المصرف الدولي الاسلامي-فرع الصناعة

### فرع كربلاء

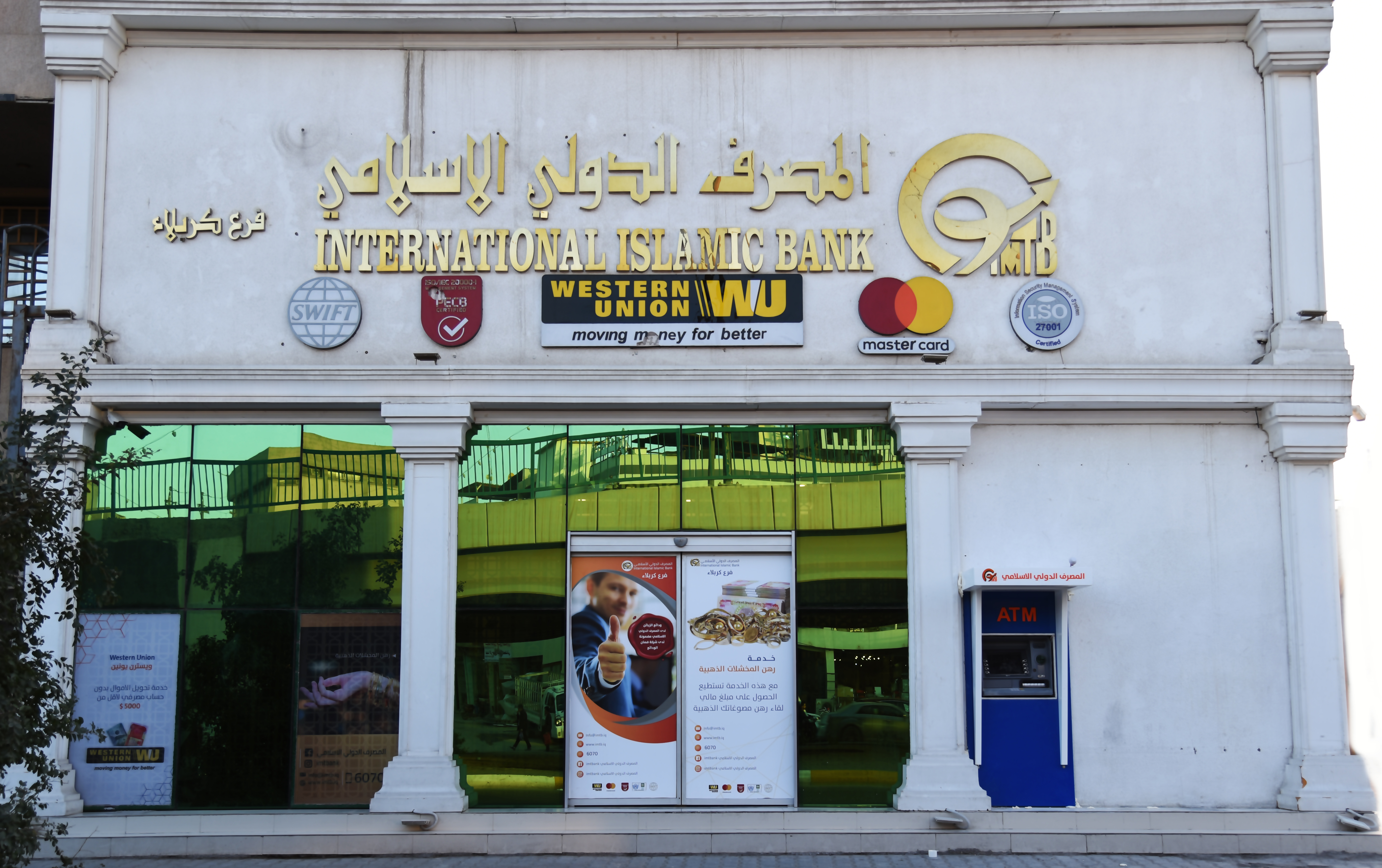
المصرف الدولي الاسلامي-فرع كربلاء

يقع مبنى فرع كربلاء في شارع المجمعات مقابل مجسر الضريبة.

### فرع النجف

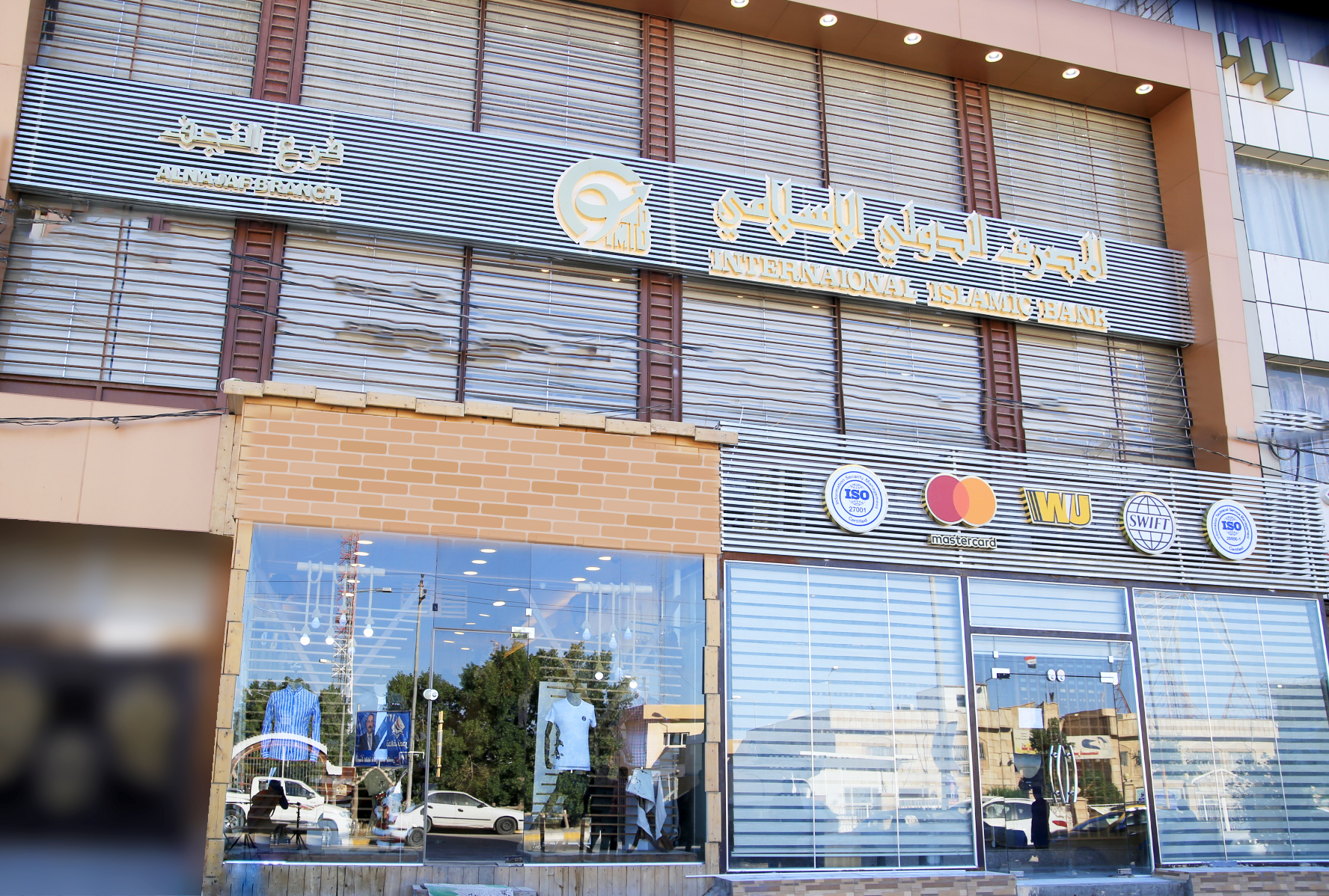
المصرف الدولي الاسلامي-فرع النجف

يقع مبنى فرع النجف في حي الغدير شارع كلية الآداب قرب مديرية الكهرباء.

### فرع البصرة

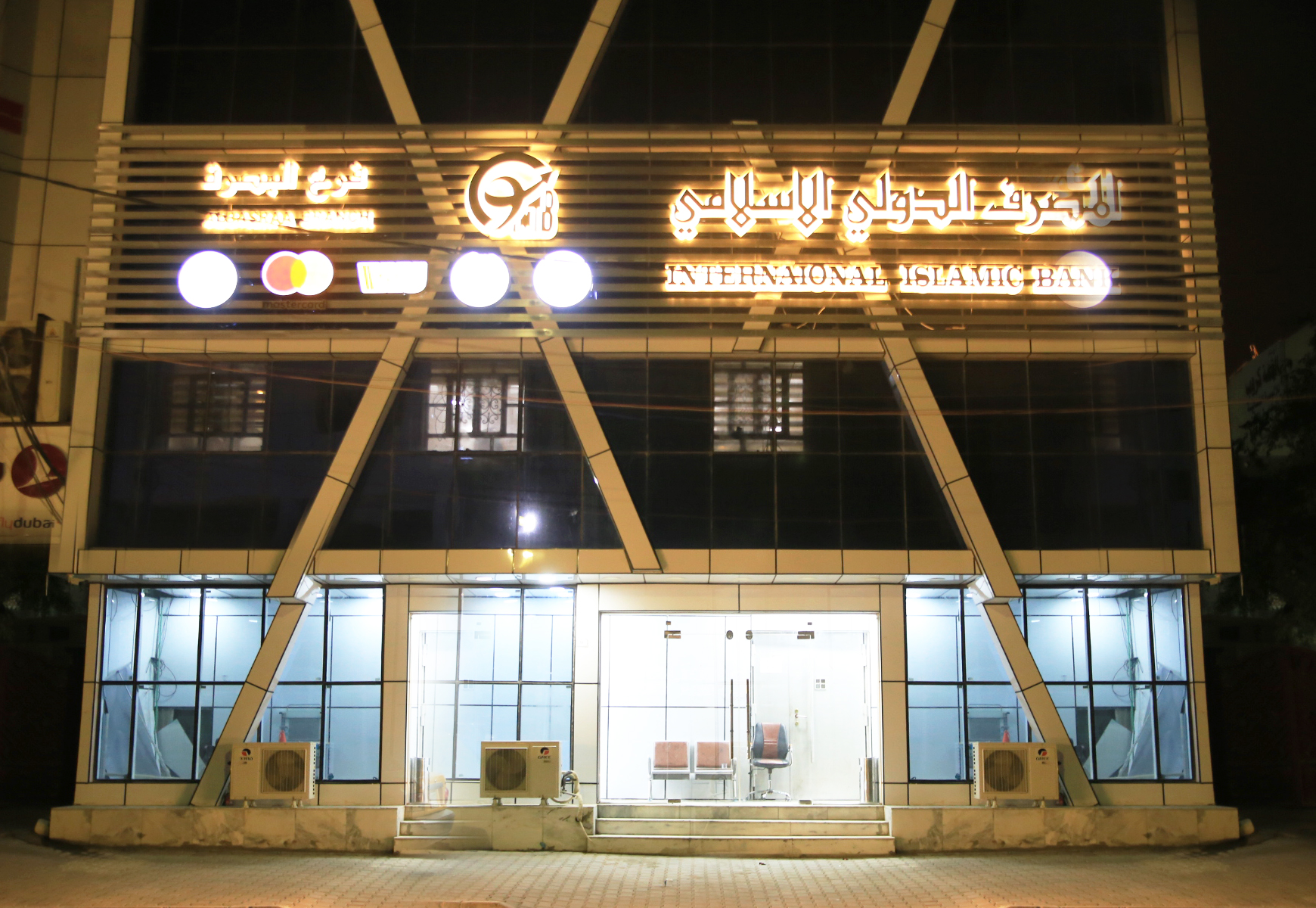
المصرف الدولي الاسلامي-فرع البصرة

يقع مبنى فرع البصرة في حي الجزائر فرع شركة كيا مجاور شركة سفاري.

## أعضاء مجلس الإدارة[1]
| # | الاسم                | المنصب                                 |
| - | -------------------- | -------------------------------------- |
| 1 | سها زكي عبد الرسول   | عضو مجلس الادارة والمدير المفوض للمصرف |
| 2 | حيدر فلاح محمد       | رئيس مجلس الادارة                      |
| 3 | حيدر كاظم جبر        | نائب رئيس مجلس الادارة                 |
| 4 | رياض إسماعيل رياض    | عضو مجلس الادارة                       |
| 5 | قاسم عبد الامير جابر | عضو مجلس الادارة                       |

## العضويات[2]
1. عضو الغرفة العربية الألمانية
2. عضو التجمع العراقي البريطاني (IBBC)
3. عضو رابطة اتحاد المصارف العربية[3]
4. عضو رابطة المصارف الخاصة العراقية
5. عضو لجنة البنك المركزي العراقي – إعداد دليل النظام المحاسبي الموحد للمصارف الإسلامية
6. عضو لجنة البنك المركزي العراقي – تحديث تعليمات رقم 4 لسنة 2010 -تسهيل تنفيذ قانون المصارف رقم 94 لسنة 2004
7. عضو لجنة البنك المركزي العراقي – إعداد ضوابط الصيرفة الإسلامية
8. عضو مجلس الأعمال الوطني العراقي

## الخدمات المصرفية
| #  | اسم الخدمة                 | تفاصيل الخدمة |
| -- | -------------------------- | --- |
| 1  | فتح حساب اونلاين           | لفتح حساب مصرفي عن طريق الإنترنت. |
| 2  | L.G اصدار خطابات الضمان    | خدمة لاصدار الضمانات المصرفية للشركات لتمكنها من تنفيذ العقود المبرمة وأيضا لضمان قدرة الطرف الآخر على الوفاء بالالتزامات المالية.                                                                                           |
| 3  | الجباية الإلكترونية        | خدمة لتسديد الفواتير الخاصة للمواطنين عبر بطارقة الدفع الإلكتروني. |
| 4  | الودائع الثابتة الاستمارية | الودائع البنكية هي شكل من أشكال الحسابات المصرفية التي تكون وفق نظام المضاربة بين صاحب الوديعة وهو صاحب رأس المال وبين المضارب وهو البنك. وتكون هذه الودائع وفق عقد يبرم بين الطرفين وبحسب قوانين وسياسات البنك المعمول فيها |
| 5  | بيع السبائك الذهبية        | خدمة بيع السبائك الذهبية الصادرة من البنك المركزي العراقي |
| 6  | حوالات Swift               | نظام لتنفيذ الحوالات المالية المتبادلة بين البنوك العالمية إلكترونيا وذلك بأعتماد مقاييس دولية من خلال رمز محدد بنك والذي يطلق عليه Swift Code.                                                                              |
| 7  | حوالات ويسترن يونين        | خدمة للتحويل المالي السريع وبدون حساب مصرفي والى كافة دول العالم. |
| 8  | وكالات ماستركارد           | خدمة يقدمها المصرف إلى جميع الشركات والتجارية لبيع وتسويق بطاقات ماستركارد العالمية. |
| 9  | رهن المخشلات الذهبية       | خدمة توفر مبلغ مالي لقاء رهن الذهب الخاص بالزبون داخل المصرف حيث يتم الحفاظ على المصوغات وختمها بالشمع الأحمر داخل الغرفة الحصينة.                                                                                           |
| 10 | بطاقات الدفع الإلكتروني    | يوفر المصرف جملة من بطاقات الدفع الإلكتروني لتمكن حاملها من دخول إلى العديد من الخدمات المصرفية المحلية والعالمية. |
| 11 | RTGS                       | نظام لتحويل الأموال ولأن المطالبات تتم بصفة فورية، فإن المعاملات لا تخضع لأي فترةانتظار، كل ما تحتاج إليه لإجراء عملية دفع RTGS هو تفاصيل الحساب التي ترغب في تحويل الأموال إليه                                             |
| 12 | Internet Banking           | خدمة لغرض اجراء العمليات المصرفية من المنزل باستخدام الحاسوب أو الهاتف أو الجهاز اللوحي. |
| 13 | الحسابات المصرفية          | خدمة فتح الحسابات المصرفية (توفير، جاري). |

## الشركات التابعة

### شركة اليمامة للتأمين[4]
شركة مساهمة خاصة تأسست شركة اليمامة سنة 2012 بموجب إجازة التأسيس 20055 والمؤرخة في 27/9/2012، والصادرة عن دائرة مسجل الشركات برأس مال مقداره 15,000,000,000 (خمسة عشر مليار دينار عراقي)، وحصلت على إجازةٍ من (وزارة المالية/ ديوان التأمين) في ممارسة جميع أنواع التأمين العام، استنادًا إلى قانون التأمين المرقم 10 لسنة 2005، والذي ينظم أعمال التأمين في العراق.[بحاجة لمصدر]

### الإشادة العقارية
شركة الإشادة للمقاولات العامة والاستثمارات العقارية محدودة المسؤولية أحد الشركات المملوكة للمصرف وهي شركة مساهمة خاصة تأسست سنة 2019 بموجب شهادة التأسيس المرقمة 9588 والمؤرخة في 2019/04/22 والصادرة عن دائرة مسجل الشركات برأس مال مقداره 2,000,0000,000 (اثنان مليار دينار عراقي)[بحاجة لمصدر]

#### مشروع الكسبة
من المشاريع المستحدثة والتي كانت شركة الإشادة العقارية أحد المساهمين في إنشائه.[بحاجة لمصدر]
- مشروع لإنتاج كسبة فول الصويا وزيت الصويا بطاقة إنتاجية (1000 طن/يوم).
- موقع المشروع (العراق، محافظة المثنى) ومدة إنجازه 12 شهرا اعتبارا من تاريخ توقيع العقد وتشغيل المعمل لغرض تسويق المنتوجات بإدارة واحتساب إيرادات التسويق
- ساهمت شركة الإشادة بتجهيز مشروع الكسبة بمعمل لإنتاج فول الصويا وزيت فول الصويا بطاقة إنتاجية 200 طن بالساعة بنسبة 4% والبالغة (1,756,160,000 دينار)

### الإشادة الزراعية
شركة الإشادة للتجارة العامة والاستثمارات الزراعية والحيوانية محدودة المسؤولية أحد الشركات المملوكة للمصرف وهي شركة مساهمة خاصة تأسست سنة 2019 بموجب شهادة التأسيس المرقمة 9587 والمؤرخة في 2019/04/22 والصادرة عن دائرة مسجل الشركات برأس مال مقداره 2,000,0000,000 (مليارا دينار عراقي)[بحاجة لمصدر]

### الإشادة الصناعية
شركة الإشادة للاستثمارات الصناعية محدودة المسؤولية أحد الشركات المملوكة للمصرف وهي شركة مساهمة خاصة تأسست سنة 2019 بموجب
شهادة التأسيس المرقمة 9612 والمؤرخة في 2019/04/23 والصادرة عن دائرة مسجل الشركات برأس مال مقداره 2,000,0000,000 (اثنان مليار دينار عراقي)[بحاجة لمصدر]

### شركة التطوير السريع للإجارة
شركة التطوير السريع هي شركة محدودة المسؤولية شركة تابعة للمصرف الدولي تأسست سنة 2018 بموجب إجازة التأسيس المرقمة 7262 والمؤرخة في 29/7/2018، والصادرة عن دائرة مسجل الشركات برأس مال مقداره 6,000,000,000 (ستة مليارات دينار عراقي)،[بحاجة لمصدر]

## الشهادات والجوائز
| السنة | الجائزة                                                                  | الجهة المانحة                  | صورة الدرع |
| ----- | ------------------------------------------------------------------------ | ------------------------------ | ---------- |
| 2018  | جائزة التميز والانجاز المصرفي العربي[بحاجة لمصدر]                        | الاتحاد الدولي للمصرفيين العرب |            |
| 2018  | جائزة اافضل مصرف مول أكبر عدد من المشاريع الصغيرة والمتوسطة[بحاجة لمصدر] | البنك المركزي العراقي          |            |
| 2019  | جائزة الاتحاد الدولي للمصرفيين العرب[بحاجة لمصدر]                        | الاتحاد الدولي للمصرفيين العرب |            |
| 2020  | المصرف الاسلامي الاقوى في العراق[بحاجة لمصدر]                            | الاتحاد الدولي للمصرفيين العرب |            |